# Kiiminki

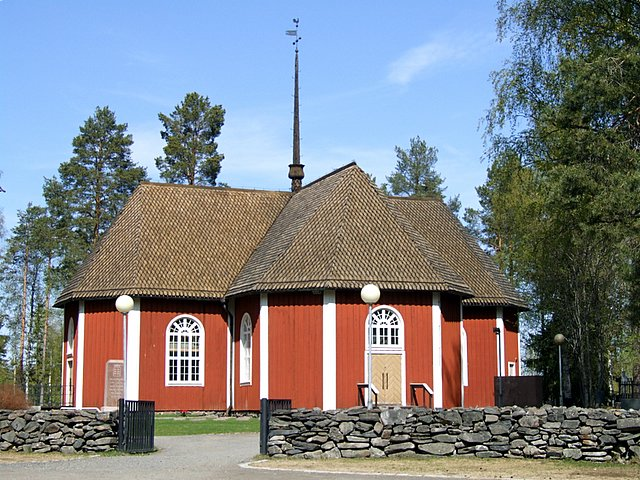
Nhà thờ ở Kiiminki, xây năm 1760

Kiiminki (Kiminge trong tiếng Thụy Điển) là một đô thị Phần Lan.
Đô thị này nằm ở tỉnh Oulu trong vùng Bắc Ostrobothnia. Đô thị này có dân số 12.448 người (2007) với diện tích là 339.00 km² trong đó có 12,19 km² là diện tích mặt nước. Mật độ dân số là 33,6 người trên mỗi km².
Đô thị này chỉ sử dụng tiếng Phần Lan.
Kiiminki cách thành phố Oulu khoảng 20 km.